# Salomon
Salomon (hebrejsko: שְׁלֹמֹה, Šlomoh), imenovan tudi Jedidjah (hebrejsko יְדִידְיָהּ Yedidyah), je bil po hebrejski Bibliji, Stari zavezi (1 Kr 1–11;1Krn 28–29, 2 Krn 1–9), Koranu in Hadisu čudovito premožen in modri kralj Združenega kraljestva Izrael, ki je nasledil svojega očeta, kralja Davida. Običajni datumi Salomonove vladavine so približno 970 do 931 pr. n. št., običajno v skladu z datumi Davidove vladavine. Opisan je kot kralj Združene monarhije, ki se je kmalu po njegovi smrti razdelila na severno kraljestvo Izrael in južno kraljestvo Juda. Po razpadu so njegovi patrilinealni potomci vladali samo nad kraljestvu Juda.
Po Talmudu je Salomon eden izmed 48 prerokov judovstva. V Koranu ga imajo za glavnega preroka islama, muslimani pa ga na splošno kličejo z arabsko različico Sulayman, sina Dawooda.
Hebrejska Biblija ga označuje za graditelja Prvega jeruzalemskega templja, ki se je začel graditi v četrtem letu njegove vladavine, pri čemer je uporabil ogromno bogastvo in material, ki ga je pripravil že njegov oče kralj David. Tempelj je posvetil Jahveju, izraelskemu Bogu. Prikazujejo ga kot velikega v modrosti, bogastvu in moči, ki presega vse prejšnje kralje države, pa tudi kot kralja grešnika. Njegovi grehi so bili malikovanje, poroka s tujkami in na koncu oddaljevanje od GOSPODA, kar je privedlo do tega, da se je kraljestvo v času vladanja njegovega sina Rohoboama razbilo na dva dela.
Salomon je predmet številnih drugih poznejših sklicevanj in legend, predvsem v apokrifnem delu iz 1. stoletja, znanem kot Salomonov testament. V Novi zavezi je upodobljen kot učitelj modrosti, ki ga je odlikoval Jezus (Mt 12,42, Lk 11,31) in kot oblečen v slavo, vendar se celo on v vsem svojem bogastvu ni mogel oblačiti tako razkošno kot 'poljske lilije', ki jih "oblači Bog Oče".(Mt 6:28–29, Lk 12,27) V poznejših letih je bil Salomon v večinoma nebiblijskih krogih znan tudi kot čarovnik in eksorcist s številnimi amuleti in medaljonskimi pečati iz helenističnega obdobja, ki so se sklicevali na njegovo ime.

## Zapis v Svetem pismu
Salomonovo življenje je v prvi vrsti opisano v 2. Samuelovi knjigi (1 Sam, 1. kraljih 1 Kr in 2. kroniki 2 Krn. Njegovi dve imeni pomenita 'miroljubni' in 'božji prijatelj', oba pa »napovedujeta značaj njegove vladavine«.

### Kronologija
Konvencionalni datumi Salomonove vladavine izhajajo iz svetopisemske kronologije in so določeni med približno 970 in 931 pr. n. št. Kar zadeva Davidovo rodbino, ki ji pripada kralj Salomon, lahko njeno kronologijo na nekaj točkah preverimo glede na babilonske in asirske zapise, kar je arheologom omogočilo, da so kralje postavili v sodoben okvir. [dvomljivo - razprava ] Glede na najpogosteje uporabljano kronologijo, ki temelji na profesorju Stare zaveze Edwinu R. Thieleju, bi Salomonova smrt in delitev njegovega kraljestva prišla spomladi 931 pr. n. št.

### Otroštvo
Salomon se je rodil v Jeruzalemu 1 Krn 14,4 kot drugorojeni Davidov otrok in njegove žene Batšebe, vdove Urija Hetita. Prvi otrok (v tem poročilu neimenovan), sin, ki je bil spočet v prešuštvu v času Urijevega življenja in je umrl kot kazen zaradi Davidovega ukaza Urijeve smrti. Salomon je imel tri imenovane brate, rojene v Batđebi: Natan, Šamua in Šobab 1 Krn 3,5, poleg šestih znanih starejših polbratov, rojenih od toliko mater. 1 Krn 3,1-4
Svetopisemska pripoved kaže, da je Salomon služil kot mirovna daritev med Bogom in Davidom zaradi njegovega prešuštnega odnosa z Batšebo. V prizadevanju, da bi skril ta greh, je na primer poslal moža ženske v boj, v upanju, da ga bodo tam ubili. Po njegovi smrti se je David lahko poročil. Za kazen je umrl prvi otrok, ki je bil spočet v prešuštvu. Salomon se je rodil po odpuščanju Davidu. Prav zaradi tega je bilo izbrano njegovo ime, ki pomeni mir. Nekateri zgodovinarji so navedli, da je Salomona vzgajal prerok Natan, saj je njegov oče zavzeto vladal kraljestvu. To bi lahko pripisali tudi ideji, da je imel prerok velik vpliv na Davida, ker je vedel za njegovo prešuštvo, ki je bilo po Mojzesovi postavi hudo kaznivo dejanje.

### Nasledstvo in uprava
Glede na Prvo knjigo kraljev se David, ko je bil star, »ni mogel ogreti«. »Zato so mu njegovi služabniki rekli: »Naj poiščejo gospodu kralju nedolžno dekle, da bo skrbelo za kralja in ga negovalo. Ležalo bo v tvojem naročju in gospod kralj se bo ogrel.« 3 Po vsem izraelskem ozemlju so iskali lepo dekle, našli Abišágo iz Šunéma in jo pripeljali h kralju. 4 Dekle je bilo silno lepo. Negovala je kralja in mu stregla; kralj pa je ni spoznal.« (1 Kr 1,1-4)
Medtem ko je David umiral, so dvorne frakcije spletkarile za oblast. Davidov dedič, Adonijah, se je oklical za kralja, toda Batšeba in prerok Natan sta ga nadvladala in prepričala Davida, da je za kralja razglasil Salomona v skladu s svojo obljubo (ni zapisana nikjer drugje v biblijski pripovedi), kljub Salomonovi izjavi mlajši od svojih bratov.(1,5-27)
Salomon je po navodilih Davida začel vladati z obsežnim čiščenjem, med drugim tudi z očetovim glavnim generalom Joabom in nadalje utrdil svoj položaj z imenovanjem prijateljev po vsej upravi, tudi na verskih položajih ter na civilnih in vojaških položajih.1 Kr 2,13-46 Rečeno je, da se je Salomon povzpel na prestol, ko je imel le približno petnajst let.
Salomon je močno razširil svoje vojaške moči, zlasti konjenico in orožje. Ustanovil je številne kolonije, od katerih so se nekatere delovale kot trgovske postaje in vojaške postojanke.
Trgovinski odnosi so bili v središču njegove uprave. Zlasti je nadaljeval očetov zelo donosen odnos s feničanskim kraljem Hiramom I. iz Tira; poslali so skupne odprave v dežele Taršiš in Ofir, da bi se ukvarjali s trgovino z luksuznimi izdelki in uvažali zlato, srebro, sandalovino, bisere, slonovino, opice in pave. Salomon velja za najbogatejšega izraelskega kralja, imenovanega v Bibliji.

### Modrost
Salomon je bil svetopisemski kralj, najbolj znan po svoji modrosti. V 1. knjigi kraljev je žrtvoval Bogu in Bog se mu je kasneje prikazal v sanjah 1 Kr 3,1-15 in vprašal, kaj Salomon želi od Boga. Salomon je prosil za modrost. Bog je z veseljem osebno odgovoril na Salomonovo molitev in mu obljubil veliko modrosti, ker ni prosil za sebične nagrade, kot sta dolgo življenje ali smrt njegovih sovražnikov.
Morda najbolj znana zgodba o njegovi modrosti je Salomonova sodba; dve ženski zatrjujeta, da sta mati istega otroka. Salomon je spor zlahka rešil tako, da je ukazal, da otroka prerežejo na polovico in si ga delita. Ena ženska se je takoj odpovedala svoji trditvi in dokazala, da bi se otroku raje odrekla, kot da bi ga videla ubitega. Salomon je ženo, ki je pokazala sočutje, razglasil za pravo mamo, ki ima pravico do celotnega otroka.(1 Kr 3,16-28)
Salomon je tradicionalno veljal za avtorja več biblijskih knjig, »vključno s knjigo pregovorov, pa tudi Pridigarja in Salomonovo pesem ter poznejšo apokrifno Knjigo modrosti.« 

### Bogastvo
Po hebrejski Bibliji je izraelska monarhija dosegla največji sijaj in bogastvo med Salomonovo 40-letno vladavino. V enem letu je Salomon po 1 Kr 10,14 zbral davek v višini 666 talentov (18.125 kilogramov) zlata. Salomona opisujejo, da se je obdal z vsem razkošjem in veličino vzhodnega monarha, njegova vlada pa je napredovala. Sklenil je zavezništvo s kraljem Hiramom I. iz Tira, ki mu je v mnogih pogledih močno pomagal pri številnih podvigih.

### Gradbeni projekti
David se je nekaj let pred smrtjo ukvarjal z zbiranjem materialov za gradnjo templja v Jeruzalemu kot stalnega domovanja za Jahveja in Skrinjo zaveze. Salomon je opisan kot graditelj templja s pomočjo arhitekta, tudi imenovanega Hiram Abiff in drugih materialov, poslanih od tirskega kralja Hirama.
Po dokončanju templja je Salomon v svetopisemski pripovedi opisan kot graditelj številnih drugih pomembnih stavb v Jeruzalemu. 13 let je bil zaposlen pri gradnji kraljeve palače na Ofelu (hribovitem rtu v osrednjem Jeruzalemu). Ta kompleks je vključeval stavbe, imenovane:
- Hiša (ali dvorana) Libanonskega gozda 1 Kr 10,17, 2 Krn 9,20
- Dvorana ali veranda stebrov
- Dvorana prestola ali dvorana pravičnosti
- pa tudi lastno prebivališče in prebivališče svoje žene, faraonove hčere 1 Kr 7,1-8

Salomonov prestol naj bi bil spektakel, saj je šlo za eno najzgodnejših mehanskih naprav, ki jih je zgradil človek. Salomon je zgradil tudi velika dela za zagotovitev obilne oskrbe z vodo za mesto in Millo (Septuaginta), (Acra) za obrambo mesta. Vendar so izkopavanja v Jeruzalemu pokazala izrazito pomanjkanje monumentalne arhitekture iz te dobe in niso našli nobenih ostankov niti templja niti Salomonove palače.
Salomon je opisan tudi kot obnovitelj mest drugje v Izraelu, ustvarjanje pristanišča Ezion-Geber in gradnjo Palmire v puščavi kot trgovskega skladišča in vojaške postojanke. Čeprav je lokacija pristanišča Ezion-Geber znana, ostankov še nikoli niso našli. Več arheoloških uspehov je bilo doseženih z večjimi mesti, ki naj bi jih Salomon okrepil ali obnovil, na primer Hazor, Megido in Gezer.1 Kr 9,15 Vsi imajo precejšnje ostanke, vključno z impresivnimi šestkomornimi vrati in palačami iz klesanega kamna; vendar ni več znanstvenega soglasja, da te strukture segajo v čas, opisan v Bibliji, ko je vladal Salomon.
Glede na Biblijo je Izrael v času Salomonove vladavine užival veliko trgovsko blaginjo, saj se je odvijal velik promet po kopnem med Tirom, Egiptom in Arabijo ter po morju med Taršišem, Ofirjem in Južno Indijo.

### Žene in konkubine
Glede na svetopisemsko poročilo je imel Salomon 700 žena in 300 konkubin.(1 Kr 11,3) Žene so bile opisane kot tuje princese, vključno s faraonovo hčerko 1 Kr 3,1 in ženskami iz Moaba, Amona, Edoma, Sidona in od Hetitov. Zdi se, da je njegov zakon s faraonovo hčerko utrdil politično zavezništvo z Egiptom, medtem ko se je 'zaljubljen' držal drugih žena in priležnic. Sporočilo (1 Kr 11,2–3, 1 Kr 12) (izrazito idiomatičen prevod Biblije Eugena H. Petersona, objavljen v segmentih od leta 1993 do 2002), biblijska parafraza, pravi, da je bil Salomon »obseden z ženskami«.(1 Kr 11,1)
Edina žena, ki jo omenja po imenu, je Amonka Naama, mati Salomonovega naslednika Roboama. Svetopisemska pripoved z neodobravanjem ugotavlja, da je Salomon svojim tujim ženam dovolil uvoz njihovih narodnih božanstev in gradnjo templjev v Aštoretu in Milcomu.(1 Kr 11,5–9)
V veji literarne analize, ki preučuje Biblijo, imenovani višja kritika, je zgodba o Salomonovem padanju v malikovanje pod vplivom faraonove hčere in njegovih drugih tujih žena »običajno videti kot delo« devteronomističnih zgodovinarjev« za katere velja, da so pisali, sestavljali ali urejali besedila, da bi legitimirali reforme Ezekijevega pravnuka, kralja Josije, ki je vladal od približno 641 do 609 pr. n. št. (več kot 280 let po Salomonovi smrti po navedbah biblijskih učenjakov). Znanstveno soglasje na tem področju trdi, da so bile »Salomonove žene / ženske v 'josijanski' (običajno Dtr) izdaji knjige Kraljev predstavljene kot teološki konstrukt, ki je za razkol [med kraljestvom Juda in Severnim kraljestvom Izrael] kriv za njegova dejanja«.

### Razmerje s kraljico iz Sabe
V kratkem, neobdelanem in skrivnostnem odlomku hebrejska Biblija opisuje, kako se je slava Salomonove modrosti in bogastva razširila daleč naokrog, tako da se je kraljica iz Sabe odločila, da ga mora spoznati. Kraljico opisujejo kot obisk s številnimi darili, vključno z zlatom, začimbami in dragimi kamni. Ko ji je Salomon izpolnil »vsako njeno željo, kar koli je prosila«, je odšla zadovoljna (1 Kr 10,10).
Ali je odlomek zgolj kratko besedilo, tuja priča Salomonovega bogastva in modrosti ali pa naj bi bilo nekaj pomembnejšega za kraljičin obisk, ni znano; kljub temu je obisk kraljice iz Sabe postal predmet številnih zgodb.
Šeba je običajno označena kot Saba, država, ki se je nekoč razprostirala ob Rdečem morju na obalah današnje Eritreje, Somalije, Etiopije in Jemna v Arabiji Felix; drugi viri jo uvrščajo na območje današnje severne Etiopije in Eritreje. V rabinskem poročilu (npr. Targum Šeni - je aramejski prevod (targum) in izdelava Esterine knjige) je bil Salomon navajen ukazovati živim bitjem sveta, da plešejo pred njim (rabinske pripovedi pravijo, da je Salomon Jahveju dal nadzor nad vsemi živimi bitji), toda nekega dne po odkritju, da smrdokavra (aramejsko ime: nagar tura) ni bila prisotna, jo je poklical k sebi, ptica pa mu je rekla, da je iskala nekaj novega.
Ptica je na vzhodu odkrila deželo, nadvse bogato z zlatom, srebrom in rastlinami, katere prestolnica se je imenovala Kitor in katere vladarica je bila Sabska kraljica, in ptica je po Salomonovem nasvetu poslala neposredno prisotnost kraljice na Salomonovem dvoru.
Etiopski poročilo iz 14. stoletja (Kebra Nagast) trdi, da je kraljica iz Sabe imela spolne odnose s kraljem Salomonom in je rodila ob potoku Mai Bella v provinci Hamasien v Eritreji. Etiopska tradicija podrobno opisuje zadevo. Otrok je bil sin, ki je postal Menelik I., kralj Aksuma, in ustanovil dinastijo, ki bo vladala kot prva judovska, nato krščanska Etiopskemu cesarstvu več kot 2900 let (manj ena epizoda uzurpacije, interval približno 133 let dokler zakoniti moški dedič ni dobil krone), dokler leta 1974 ni bil strmoglavljen Haile Selassie I.. Menelik naj bi bil praktični Jud, ki mu je kralj Salomon podaril repliko skrinje zaveze; poleg tega pa je bil original zamenjan in odšel z njim v Aksum in njegovo materjo in je še vedno tam, varuje ga en sam duhovnik, zadolžen za skrb za artefakt kot svojo življenjsko nalogo.
Trditev o takem rodu in posesti skrinje je bila pomemben vir legitimnosti in prestiža za etiopsko monarhijo v vseh stoletjih njenega obstoja in je imela pomembne in trajne učinke na etiopsko kulturo kot celoto. Etiopska vlada in cerkev zavračata vse zahteve za ogled domnevne skrinje.
Nekateri rabini iz klasične dobe, ki napadajo Salomonov moralni značaj, trdijo, da je bil otrok prednik Nebukadnezarja II., ki je Salomonov tempelj uničil kakih 300 let kasneje.

### Greh in kazen
Po 1 Kr 11,4 so Salomonove žene »obrnile njegovo srce za drugimi bogovi«, lastnimi narodnimi božanstvi, katerim je Salomon gradil templje in tako prislužil božjo jezo in povračilo v obliki delitve kraljestva po njegovi smrti (1 Kr 11, 9–13). 1. knjiga kraljev opisuje tudi Salomonov spust v malikovanje, zlasti njegovo obračanje po Aštoretu, boginji Sidoncev in po Milcomu, gnusobi Amoncev. V 5 Mz 17,16–17 je kralju ukazano, naj ne množi konjev in žena, niti si ne množi zlata ali srebra. Salomon je grešil na vseh treh področjih. Salomon vsako leto zbere 666 zlatih talentov (1 Kr 10,14), ogromno denarja za majhen narod, kot je Izrael. Salomon je zbral veliko število konj in vozov in celo pripeljal konje iz Egipta. Tako kot opozarja Devteronomija 17, zbiranje konj in vozov Izrael odpelje nazaj v Egipt. Končno se Salomon poroči s tujkami in te ženske obrnejo Salomona k drugim bogovom.
Glede na 1 Kr 11,30–34 in 1 Kr 11,9–13 je Gospod zaradi teh grehov Salomona kaznoval, tako da je večino izraelskih plemen odstranil iz Salomonove hiše:
 GOSPOD se je razsrdil nad Salomonom, ker je svoje srce odvrnil od GOSPODA, Izraelovega Boga, ki se mu je dvakrat prikazal in mu zapovedal prav to, naj ne hodi za drugimi bogovi; pa se ni držal tega, kar mu je zapovedal GOSPOD. Zato je GOSPOD rekel Salomonu: »Ker si bil tak in se nisi držal moje zaveze in zakonov, ki sem ti jih zapovedal, ti bom iztrgal kraljestvo iz rok in ga dal tvojemu služabniku. A zaradi tvojega očeta Davida tega ne bom storil že v tvojih dneh; iz rok tvojega sina ga bom iztrgal. Vsega kraljestva pa le ne bom iztrgal: en rod bom dal tvojemu sinu zaradi svojega služabnika Davida in zaradi Jeruzalema, ki sem ga izvolil..

### Sovražniki
Proti koncu svojega življenja se je Salomon prisilil, da se je spopadel z več sovražniki, med njimi: Hadad iz Edoma, Rezon iz Zobe in eden od njegovih uradnikov z imenom Jeroboam, ki je bil iz plemena Efraim.

### Smrt, nasledstvo Rehoboama in delitev kraljestva
Po hebrejski Bibliji je Salomon zadnji vladar združenega kraljestva Izraela. Po štiridesetletni vladavini umre naravne smrti  pri približno 60 letih. Po Salomonovi smrti ga nasledi njegov sin Roboam. Deset izraelskih plemen pa ga noče sprejeti za kralja in je razdelilo Združeno monarhijo v severno Izraelsko kraljestvo pod Jeroboamom, medtem ko je Roboam še naprej kraljeval nad precej manjšim južnim kraljestvom Juda. Od zdaj naprej se kraljestvi nikoli več nista združili.

## Judovski spisi
Kralj Salomon je ena osrednjih biblijskih osebnosti judovske dediščine, ki ima trajne verske, nacionalne in politične vidike. Kot graditelj Prvega templja v Jeruzalemu in zadnji vladar Združenega kraljestva Izrael pred njegovo razdelitvijo na severno kraljestvo Izrael in južno kraljestvo Juda je Salomon povezan z vrhunsko 'zlato dobo' neodvisnega kraljestva Izrael, pa tudi vir sodne in verske modrosti. Po judovskem izročilu je kralj Salomon napisal tri biblijske knjige:
- Mišlei (Knjiga pregovorov), zbirka basni in modrosti življenja
- Kohelet (Pridigar (Kohelet)), knjiga razmišljanja in njegove samorefleksije.
- Šir ha-Širim (Visoka pesem), nenavadna pesniška zbirka, posejana z verzi, katere interpretacija je bodisi dobesedna (tj. Romantični in spolni odnos med moškim in žensko) bodisi metaforična (odnos med Bogom in njegovim ljudstvom).

Hebrejska beseda 'Salomonov' se v naslovu dveh pesmi, 72 in 127, nahaja v (knjigi Psalmi (Tehillim) Ps 72 in 127), kar nekaterim nakazuje, da jih je Salomon napisal.

## Apokrifna ali devterokanonična besedila
Rabinsko izročilo pripisuje Knjigo modrosti (vključeno v Septuaginto) Salomonu, čeprav je bila ta knjiga verjetno napisana v 2. stoletju pred našim štetjem. V tem delu je Salomon prikazan kot astronom. Tudi druge knjige modrosti poezije, kot so Salomonove Ode in Salomonovi psalmi, nosijo njegovo ime. Judovski zgodovinar Evpolem, ki je pisal približno 157 pr. n. št., je vključeval kopije apokrifnih pisem, ki so jih izmenjali Salomon in egiptovski in tirski kralji.
Gnostična Apokalipsa Adama, ki lahko izvira iz 1. ali 2. stoletja, se nanaša na legendo, v kateri je Salomon poslal vojsko demonov, da bi poiskala devico, ki je pred njim pobegnila, morda najstarejša ohranjena omemba poznejše skupne zgodbe, da je Salomon nadziral demone in jih postavil za svoje sužnje. Ta tradicija Salomonovega nadzora nad demoni je v celoti razdelana v zgodnjem psevdoepigrafskem delu, imenovanem Salomonov testament, s svojo dodelano in groteskno demonologijo.

## Zgodovinskost
Kot o večini biblijskih oseb v srednji dobi izraelske družbe se tudi o zgodovini Salomona vroče razpravlja. Trenutni konsenz navaja, da ne glede na to, ali je človek po imenu Salomon resnično vladal kot kralj nad judovskimi griči v 10. stoletju pred našim štetjem, so biblijski opisi razkošnosti njegovega navideznega imperija skoraj zagotovo anahronistična iznajdba.
Kar se tiče samega Salomona, se učenjaki tako na maksimalistični kot na minimalistični strani spektra biblijske arheologije na splošno strinjajo, da je Salomon sam verjetno obstajal. Vendar je zgodovinsko natančno sliko Davidovega kralja težko zgraditi. Dejansko sprejeto stališče, ki temelji na teh predpostavkah, je, da je Salomon lahko bil le Judov monarh ali poglavar, ki je bil verjetno majhen, in da je imelo severno kraljestvo ločen razvoj. V tem pogledu je nekaj drugačnih mnenj.

### Argumenti proti bibličnemu opisu
Zgodovinski dokazi o kralju Salomonu, razen svetopisemskih poročil, so bili tako majhni, da so nekateri učenjaki obdobje njegove vladavine razumeli kot 'temno dobo' (Muhly 1998). Romano-judovski učenjak Jožef Flavij iz 1. stoletja v knjigi Proti Apionu, ki se sklicuje na dvorne zapise iz Tira in Menander, določata natančno leto, v katerem je tirski kralj Hiram I. poslal Salomonu gradivo za gradnjo templja. Vendar pa ni mogoče najti nobenega materialnega dokaza o Salomonovi vladavini. Izkopavanja Jigaela Jadina v Hazorju, Megidu, Beit Šeanu in Gezerju so odkrila zgradbe, za katere je on in drugi trdili, da izvirajo iz Salomonove vladavine, [53] drugi pa, kot sta Izrael Finkelstein in Neil Silberman, trdijo, da jih je treba datirati v obdobje Omridov, več kot stoletje po Salomonu.
Po besedah Finkelsteina in Silbermana, avtorjev knjige Razkrita Biblija: nova vizija arheologije starodavnega Izraela in izvor njegovih svetih besedil (The Bible Unearthed: Archaeology's New Vision of Ancient Israel and the Origin of Its Sacred Texts) , je bil v času kraljestva Davida in Salomona Jeruzalem naseljen le z nekaj sto prebivalci oz. manj, kar je premalo za imperij, ki se razteza od Evfrata do Eilata. V skladu s Razkrito Biblijo arheološki dokazi navajajo, da je bilo Izraelsko kraljestvo v času Salomona malo več kot majhna mestna država, zato je neupravičeno, da je Salomon prejemal kar 666 talentov zlata na leto. Čeprav tako Finkelstein kot Silberman sprejemata, da sta bila David in Salomon resnično prebivalca Jude približno v 10. stoletju pred našim štetjem, trdita, da je najstarejše neodvisno sklicevanje na Izraelsko kraljestvo približno 890 pr. n. št., za Juda pa približno 750 pr. n. št. Predlagata, da so avtorji Biblije zaradi verskih predsodkov zatrli dosežke Omridov (ki jih hebrejska Biblija opisuje kot politeiste) in jih namesto tega potisnili nazaj v domnevno zlato dobo judovstva in monoteistov ter častilce Jahveja. Nekateri biblijski minimalisti, kot je Thomas L. Thompson, gredo dlje in trdijo, da je Jeruzalem postal mesto in sposoben postati prestolnica države šele sredi 7. stoletja. Podobno Finkelstein in drugi menijo, da zatrjevana velikost Salomonovega templja ni verjetna.

### Argumenti v prid bibličnim opisom
Ta stališča med drugim kritizirata William G. Dever in André Lemaire. Lemaire v Stari Izrael od Abrahama do rimskega uničenja templja navaja , da so glavne točke svetopisemske tradicije Salomona na splošno vredne zaupanja, čeprav drugje piše, da ni mogel najti nobenega utemeljenega arheološkega dokaza, ki bi podpiral obisk kraljice iz Sabe pri kralju Salomonu in rekel, da so bili prvi zapisi o potovanjih arabskih karavan od Tajme in Šebe do Srednjega Evfrata itd. sredi 8. stoletja pr. n. št., kar bi bil možen obisk kraljice iz Sabe v Jeruzalemu približno v tem času - približno 250 let pozneje od časovnega okvira, ki je bil tradicionalno določen za vladavino kralja Salomona. Kenneth Kitchen trdi, da je Salomon vladal nad sorazmerno bogatim 'mini-imperijem' in ne nad majhno mestno državo in šteje 666 zlatih talentov za skromen denar. Kitchen je izračunal, da bi se lahko v takšnem kraljestvu v 30 letih nabralo do 500 ton zlata, kar je malo v primerjavi z drugimi primeri, na primer 1180 tonami zlata, ki jih je Aleksander Veliki odnesel iz Suze.  Podobno Kitchen in drugi menijo, da je Salomonov tempelj razumna in tipično velika struktura za takratno regijo. Dever trdi, »da imamo zdaj neposredne vzporednice iz bronaste in železne dobe za vsako značilnost 'Salomonovega templja', kot je opisano v hebrejski Bibliji«.

### Srednja pot
Nekateri učenjaki so začrtali srednjo pot med minimalističnimi učenjaki, kot so Finkelstein, Silberman in Philip Davies (ki meni, da je »Salomon popolnoma izmišljen lik«)  in maksimalističnimi učenjaki, kot so Dever, Lemaire in Kitchen. Na primer, arheolog Avraham Faust je trdil, da biblijske upodobitve Salomona segajo v poznejša obdobja in sicer precenjujejo njegovo bogastvo, zgradbe in kraljestvo, da pa je Salomon res imel akropolo in vladal nad državo, večjo od Jeruzalema. Zlasti njegove arheološke raziskave v regijah blizu Jeruzalema, kot je Šaron, menijo, da je trgovina prevelika, da je ne bi podprla država in takim regijam je Jeruzalem verjetno vladal ohlapno. Znanstveniki, kot je Lester Grabbe, prav tako verjamejo, da je v tem obdobju moral obstajati vladar v Jeruzalemu in da je verjetno zgradil tempelj, čeprav je bilo mesto precej majhno.

### Arheologija

#### Splošna opažanja
Arheološki ostanki, za katere velja, da izvirajo iz časa Salomona, so opazni po dejstvu, da se je kanaanska materialna kultura še naprej ohranjala; opazno primanjkuje veličastnega imperija ali kulturnega razvoja - če primerjamo lončarstvo z območij, ki so bila tradicionalno dodeljena Izraelu, s tistimi od Filistejcev, kaže na to, da je bilo slednje bistveno bolj izpopolnjeno. Kljub nekaterim arheološkim delom na tem območju pa ni fizičnih dokazov o njegovem obstoju. To ni nepričakovano, ker so območje Babilonci opustošili, nato pa so ga večkrat obnovili in uničili.

#### Tempeljski grič v Jeruzalemu
Okoli območja, znanega kot Tempeljski grič, na tem, kar naj bi bil temelj Salomonovega templja, je bilo opravljenih malo arheoloških izkopavanj, ker muslimanske oblasti skušajo to preprečiti s protesti.

#### Plemenite kovine iz Taršiša
Svetopisemski odlomki, ki Taršiš razumejo kot vir velikega bogastva kralja Salomona s kovinami - zlasti s srebrom, pa tudi z zlatom, kositrom in železom (Ezekiel 27), so bili povezani z arheološkimi dokazi iz srebrnih ostankov, najdenih v Feniciji leta 2013. Kovine iz Taršiša naj bi Salomon dobil v partnerstvu s feničanskim kraljem Hiramom (Izaija 23) in flote taršiških ladij, ki so plule v njihovi službi, ter srebrne meče prinašale kot prve priznane materialne dokaze, ki se ujemajo s starodavnimi besedili o Salomonovem kraljestvu in njegovem bogastvu.
Možni dokazi za opisano Salomonovo bogastvo in njegovega kraljestva so bili odkriti v starodavnih ostankih srebra, ki so jih našli leta 2003 v Izraelu in Feniciji in so jih prepoznali po pomembnosti. Dokazi iz ostankov kažejo, da je bil Levant središče bogastva v dragocenosti kovin v času Salomona in Hirama ter se ujema z besedili, ki pravijo, da se je trgovina razširila od Azije do Atlantskega oceana.

### Svetopisemska kritika: Salomonova religioznost
S kritičnega vidika Salomonove gradnje templja za Jahveja ne bi smeli šteti za dejanje posebne predanosti Jahveju, ker je Salomon opisan tudi kot graditelj bogoslužnih mest za številna druga božanstva. Nekateri učenjaki in zgodovinarji trdijo, da je bila Salomonova očitna začetna predanost Jahveju, opisana v odlomkih, kot je njegova predana molitev (1 Kr 8,14–66), napisana mnogo kasneje, potem ko je Jeruzalem postal versko središče kraljestva in je nadomestil lokacije, kot so kot Šiloh in Betel. Zgodnejši zgodovinarji trdijo, da obstajajo dokazi, da so ti odlomki v Kraljih izpeljani iz uradnih dvornih spisov v času Salomona in drugih spisov tistega časa, ki so bili vključeni v kanonske knjige kraljev. Novejši znanstveniki verjamejo, da odlomkov, kot so ti v Knjigah kraljev, niso napisali isti avtorji, ki so napisali preostali del besedila, temveč verjetno devteronomisti.

## Legende

### Tisoč in ena noč
Znana zgodba v zbirki Tisoč in ena noč opisuje duha, ki ni zadovoljil kralja Salomona in je bil kaznovan z zaprtjem v steklenico in metanjem v morje. Ker je bila steklenica zaprta s Salomonovim pečatom, se duh ni mogel osvoboditi, dokler ga ni mnogo stoletij kasneje osvobodil ribič, ki je odkril steklenico. V drugih zgodbah iz Tisoč in ene noči so protagonisti, ki so morali zapustiti domovino in odpotovati v neznane kraje sveta, videli znamenja, ki so dokazovala, da je bil Salomon že tam. Včasih so protagonisti odkrili Salomonove besede, ki naj bi pomagale izgubljenim in so po nesreči prišle do tistih prepovedanih in zapuščenih krajev.

### Angeli in magija
Po Rabinski literaturi je bil Salomon zaradi svoje skromne prošnje le po modrosti, nagrajen z bogastvom in izjemnim veličastnim kraljestvom, ki se je razprostiralo nad zgornjim svetom, v katerem so živeli angeli in nad celim zemeljskim svetom z vsemi prebivalci, vključno z vsemi zvermi, kokošmi in plazilci ter demoni in duhovi. Njegov nadzor nad demoni, duhovi in živalmi je povečal njegov sijaj, demoni so mu prinašali drage kamne, poleg vode iz oddaljenih držav za namakanje njegovih eksotičnih rastlin. Zveri in ptice so same od sebe vstopile v kuhinjo Salomonove palače, da so jih lahko uporabljali kot hrano, ekstravagantne obroke zanj pa je vsak dan pripravljala vsaka od njegovih 700 žena in 300 priležnic, z mislijo, da je morda kralj bi ta dan gostil v njeni hiši.

#### Salomonov pečat
Čarobni prstan, imenovan Salomonov pečat, je menda dobil Salomon in mu dal moč nad demoni ali džini. Čarobni simbol, ki naj bi bil na Salomonovem pečatu, zaradi česar je bil učinkovit, se pogosto šteje za Davidovo zvezdo, čeprav je znano, da je bil ta emblem (znan tudi kot Davidov ščit) povezan samo z judovstvom šele v 11. stoletju našega štetja, medtem ko lahko petokrako zvezdo (pentagram) najdemo na posodah in drugih predmetih iz Jeruzalema, ki segajo vsaj v 2. in 4. stoletje pred našim štetjem in je verjetno, da je bil to znak, ki ga najdemo na prstanu ki ga je kralj Salomon uporabljal za nadzor džinov ali demonov. Po besedah klasičnih rabinov je bil Asmodej, kralj demonov, nekega dne ujet z obročem in bil prisiljen ostati v službi Salomona. V eni zgodbi je Asmodej pripeljal človeka z dvema glavama pod zemljo, da je pokazal Salomona; moški, ki se ni mogel vrniti, se je poročil z jeruzalemsko žensko in imel sedem sinov, od katerih je bilo šest podobnih materi, eden pa očetu, ki je imel dve glavi. Po očetovi smrti je sin z dvema glavama zahteval dva deleža dediščine in trdil, da gre za dva moška; Salomon se je odločil, da je sin z dvema glavama samo en moški. Salomonov pečat je bil v nekaterih legendah znan kot Aandaleebov prstan zelo iskan simbol moči. V več legendah so ga različne skupine ali posamezniki poskušali ukrasti ali na nek način doseči.

#### Salomon in Asmodej
Ena legenda o Asmodeju nadalje navaja, da je Salomon nekega dne vprašal Asmodeja, kaj bi lahko demone naredilo močnejše od človeka, Asmodej pa je prosil, naj ga osvobodi in da prstan, da bo lahko to demonstriral; Salomon se je strinjal, toda Asmodej je prstan vrgel v morje in ga je pogoltnila riba. Asmodej je nato pogoltnil kralja, se postavil z enim krilom, da se je dotikalo neba, z drugim pa zemljo in izpljunil Salomona na razdaljo 400 milj. Rabini trdijo, da je bila to božja kazen za Salomona, ker ni upošteval treh božjih ukazov. Salomon je bil prisiljen tavati od mesta do mesta, dokler na koncu ni prispel v amonitsko mesto, kjer je bil prisiljen delati v kraljevih kuhinjah. Salomon je dobil priložnost, da pripravi obrok za amonitskega kralja, kar se je zdelo kralju tako impresivno, da je bil prejšnji kuhar odpuščen in Salomon postavljen na njegovo mesto; kraljeva hči, Naamah, se je pozneje zaljubila v Salomona, vendar družina (misleč na Salomona navadnega prebivalca) tega ni odobrila, zato se je kralj odločil, da bo oba umoril in jih poslal v puščavo. Salomon in kraljeva hči sta se sprehajala po puščavi, dokler nista prišla do obalnega mesta, kjer sta kupila ribe, ki je bila slučajno tista, ki je pogoltnila čarobni prstan. Salomon je nato lahko dobil svoj prestol in izgnal Asmodeja. Element obroča, vržen v morje in najden nazaj v ribjem trebuhu, se je pojavil tudi v Herodotovem poročilu Polikrata, tirana iz Samosa (ok. 538–522 pr. n. št.).
V drugi znani različici legende o Salomonovem pečatu se Asmodej preobleče. V nekaterih mitih je preoblečen v samega kralja Salomona, medtem ko se v pogosteje slišanih različicah preobleče v sokola, ki se imenuje Gavyn (Gavinn ali Gavin), eden zaupanja vrednih prijateljev kralja Salomona. Skriti Asmodej popotnikom, ki so se podali do velike vzvišene palače kralja Salomona, pripoveduje, da je Salomonov pečat vržen v morje. Nato jih prepriča, da se potopijo in ga poskušajo pridobiti, kajti če bi to storili, bi prevzeli prestol kot kralj.

#### Angeli
Angeli so Salomonu pomagali tudi pri gradnji templja; čeprav ne po izbiri. Zgradba je bila po rabinski legendi čudežno zgrajena ves čas, ko so se veliki težki kamni dvigovali in naselili na svojih mestih. Splošno mnenje rabinov je, da je Salomon kamenje sekal s pomočjo šamirja, mitskega črva, katerega zgolj dotik razcepi kamen. Po Midrashu Tehillimu je šamirja iz raja prinesel Salomonov orel; toda večina rabinov trdi, da je Salomona o preganjanju črvov obvestil Asmodej. Šamirja je zaupal princ morja zgolj smrdokavri in ta je prisegel, da ga bo dobro varoval, toda Salomonovi možje so našli ptičje gnezdo in ga prekrili s steklom. Ko se je ptica vrnila, je s šamirjem razbila steklo, nato pa so jo moški prestrašili, zaradi česar je spustila črva, ki so ga moški nato lahko pripeljali do Salomona.

#### V Kabali
Zgodnji privrženci kabale prikazujejo Salomona, kot da je plul po zraku na prestolu svetlobe, postavljenem na orla, ki ga je pripeljal tako do nebeških vrat kot do temnih gora, za katerimi sta bila priklenjena padla angela Uzza in Azzazel; orel bi počival na verigah, Salomon pa je s pomočjo čarobnega prstana prisilil angela, naj razkrijeta vsako skrivnost, ki jo je želel vedeti.

#### Palača brez vhoda
Po neki legendi je Salomon med čarobnim potovanjem opazil veličastno palačo, za katero se je zdelo, da nima vhoda. Demonom je naročil, naj se povzpnejo na streho in preverijo ali lahko v stavbi odkrijejo kakšno živo bitje, vendar so našli le orla, ki je rekel, da je star 700 let, vendar ni nikoli videl vhoda. Nato so našli starejšega brata orla, starega 900 let, ki pa tudi ni poznal vhoda. Nato je najstarejši brat teh dveh ptic, star 1300 let, izjavil, da ga je oče obvestil, da so vrata na zahodni strani, a da jih je skril pesek, ki ga je zanašal veter. Po odkritju vhoda je Salomon v notranjosti našel idola, ki je imel v ustih srebrno ploščico, na kateri je v grščini pisalo (jezik, za katerega sodobni učenjaki niso mislili, da obstaja že 1000 let pred Salomonovim časom), da je kip Šadad, Adov sin, in da je vladal nad milijonom mest, jahal na milijon konjih, imel pod seboj milijon vazalov in pobil milijon bojevnikov , vendar se ni mogel upreti angelu smrti.

### Prestol
Salomonov prestol je na dolgo opisan v Targum Šeni, ki je sestavljena iz treh različnih virov in v dveh kasnejših Midraš. Po njih naj bi bilo na stopnicah prestola dvanajst zlatih levov, vsak obrnjen proti zlatemu orlu. Do prestola je bilo šest stopnic, na katerih so bile vse zlate živali razporejene v naslednjem vrstnem redu: na prvi stopnici lev nasproti vola; na drugem volk nasproti ovce; na tretjem tiger nasproti kamele; na četrtem orel nasproti pava, na petem mačka nasproti petelina; na šesti vrabec nasproti goloba. Na vrhu prestola je bil golob, ki je v krempljih držal vrabca, ki je simboliziral prevlado Izraela nad pogani. Prvi midraš trdi, da je bilo zgrajenih šest stopnic, ker je Salomon predvideval, da bo na prestolu sedelo šest kraljev, in sicer Salomon, Roboam, Ezekija, Manase, Amon in Jošija. Na vrhu prestola je bil tudi zlati svečnik, na sedmih vejah ene strani katerega so bila vklesana imena sedmih patriarhov Adam, Noe, Šem, Abraham, Izak, Jakob in Job, na sedmih od ostalih imen Levi, Kohat, Amram, Mojzes, Aron, Eldad, Medad in poleg tega še Hur (druga različica ima Haggai). Nad svečnikom je bil zlat kozarec, napolnjen z oljčnim oljem, pod njim pa zlat bazen, ki ga je kozarec oskrboval z oljem in na katerem so bila vklesana imena Nadab, Abihu in Eli ter njegova dva sinova. Nad prestolom je bilo postavljenih štiriindvajset trt, ki so metale senco na kraljevo glavo.
Z mehanskim pristopom je prestol sledil Salomonu, kamor koli je hotel. Menda je vol zaradi drugega mehaničnega trika, ko je kralj dosegel prvo stopničko, iztegnil nogo, na katero se je naslonil Salomon, podobno pa se je dogajalo v primeru živali na vsaki od šestih stopnic. Od šeste stopnice so orli dvignili kralja in ga postavili na njegov sedež, blizu katerega je ležala zvita kača. Ko je kralj sedel, mu je veliki orel položil krono na glavo, kača se je odvila in levi in orli so se pomaknili navzgor, da so nad njim postavili senco. Nato se je golob spustil, iz skrinje vzel zvitek Postave in ga položil na Salomonova kolena. Ko je kralj sedel, obkrožen s Sinedrijem, da bi sodil ljudstvu, so se kolesa začela obračati in zveri in kokoši so začele izgovarjati svoje krike, ki so prestrašili tiste, ki so nameravali lažno pričati. Še več, medtem ko se je Salomon povzpel na prestol, so levi razpršili vse vrste dišečih začimb. Po Salomonovi smrti je faraon Šišak, ko je odvzel zaklade templja (I. kralji xiv. 26), odnesel prestol, ki je ostal v Egiptu, dokler Senaherib ni osvojil te države. Po padcu Senaheriba ga je dobil Ezekija, toda ko je faraon Neko II. ubil Jošija, ga je ta odnesel. Vendar pa po rabinskih poročilih Neho ni vedel, kako mehanizem deluje, in se je po nesreči udaril z enim od levov, zaradi česar je postal hrom; Podobno usodo je imel tudi Nebukadnezar II., v katerega posest je kasneje prišel prestol. Prestol je nato prešel k Perzijcem, katerih kralj Darej I. je prvi po njegovi smrti uspešno sedel na Salomonovem prestolu; nato je prestol prišel v posest Grkov in Ahašverja.

## Prostozidarstvo
Prostozidarski obredi se nanašajo na kralja Salomona in gradnjo njegovega templja. Templji, kjer se srečuje prostozidarska loža, so alegorično sklicevanje na tempelj kralja Salomona.

## Lokacije
Salomonovi otoki, država in arhipelag v Melanezijig, je po kralju Salomonu poimenoval španski mornar Álvaro de Mendaña, ki je bil prvi Evropejec, ki je videl otoke leta 1568.